# Peter Gelderblom
Peter Gelderblom (Gouda, 27 september 1964) is een Nederlandse diskjockey en ondernemer

## Loopbaan
Gelderblom is dj sinds 1979. Hij heeft een aantal jaar als dj gewerkt in meerdere Rotterdamse clubs. Gelderblom brak door in Nederland in 2007 met de single "Waiting For". Deze kwam binnen in de Nederlandse Top 40 op nummer 37. Gelderblom is onder andere geïnspireerd door Earth, Wind and Fire, Ohio Players en George Benson.
In 1997 was Gelderblom te horen op Channel X 103.2 en opende hij samen met zijn vrouw en een compagnon de drijvende discotheek Boot Barocca in Rotterdam. Zijn vrouw en hij waren jarenlang de eigenaar van club Revolution in Rotterdam. Deze club werd op last van de burgemeester van Rotterdam gesloten na een schietincident voor de deur van de zaak.
Hij had tot eind 2010 op zaterdagavond een eigen wekelijkse radioshow genaamd The Wheels of Revolution en even later Temazo On-Air bij Radio Decibel. 
In 2020 begon Gelderblom met een aantal bekenden uit het grote muziek- en medialandschap in Nederland, het radiostation Isla 106 Ibiza.

## Herseninfarct en gezondheid
Op 31 oktober 2023 werd Gelderblom getroffen door een herseninfarct. Een maand later werd het stil op zowel de FM frequenties als de Online uitzendingen. Op 18 december 2023 werd er voor de luisteraars duidelijkheid geschept middels een persbericht wat het radiostation heeft geplaatst op al haar Social Media uitingen. Gelderblom kan de leiding niet meer op zich nemen vanwege zijn herseninfarct.
In 2021 werd Gelderblom al opgenomen in het ziekenhuis vanwege gezondheidsredenen.

## Discografie

### Singles
- 2007 Peter Gelderblom - Waiting 4
- 2008 Dj Chus & Peter Gelderblom - Feelin' 4 You
- 2008 Peter Gelderblom & Muzikjunki - Trapped
- 2008 Peter Gelderblom - Where The Streets Have no name
- 2009 Peter Gelderblom - Lost
- 2010 Peter Gelderblom & Aad Mouthaan - Just A Feeling
- 2011 Peter Gelderblom - Satisfaction
- 2011 Peter Gelderblom & Dominica - I Gotta Let You Go
- 2015 Peter Gelderblom & Randy Collé feat Kris Kiss - The Ride

- Library of Congress Control Number: no2010109363
- MusicBrainz: 4d3503b9-7f38-40e8-bd3c-9e776b378264
- Virtual International Authority File: 152851262
- WorldCat: E39PCjw9pdXBV4GP4gwWrVfXV3